# WASP-127 b
WASP-127 b — экзопланета, вращающаяся вокруг звезды WASP-127, с диаметром на 37 % больше, чем у Юпитера. Она была обнаружена с помощью транзитного метода.

## Физические характеристики

### Масса, радиус и температура
WASP-127 b — это газовый гигант. Его радиус составляет 1,37 RJ; масса — 0,18 MJ. Температура экзопланеты составляет 1400 кельвинов. Таким образом, планета относится к классу горячих юпитеров.

### Родительская звезда
Планета вращается вокруг звезды спектрального класса G5 WASP-127. Звезда имеет массу 1,31 M☉ и радиус 1,33 R☉. Она имеет температуру 5750 K. Светимость звезды оценивается в 1,81 L☉. Для сравнения, возраст Солнца составляет 4,6 миллиарда лет, а температура его поверхности составляет 5778 K.
Видимая звёздная величина звезды, или насколько ярко она выглядит с точки зрения Земли, составляет 10,2. Поэтому она слишком тусклая, чтобы её можно было увидеть невооружённым глазом.

### Орбита
WASP-127 b вращается вокруг своей родительской звезды с периодом обращения 4,17806 суток на расстоянии около 0,052 а. е.

## Открытие
WASP-127 b, наряду с WASP-136 b и WASP-138 b, была обнаружена с помощью телескопа SuperWASP в 2016 году. Материнская звезда, WASP-127, наблюдалась с 2006 по 2014 год. Было накоплено 87 349 точек фотометрических данных. Анализ этой информации привёл к открытию транзитов WASP-127 b по диску её родительской звезды. Последующая фотометрия с различных телескопов использовалась для уточнения параметров системы. Измерения лучевой скорости, проведенные спектрографами CORALIE и SOPHIE, помогли подтвердить существование планеты и измерить её массу.

## Атмосфера
Дальнейшие наблюдения за экзопланетой показали, что она имеет атмосферу, которая почти полностью лишена облаков. Также астрономы предполагают, что в атмосфере присутствуют оксиды титана и ванадия. В 2025 году была определена скорость ветра на WASP-127 b, которая составляет 9 км/c. Таким образом, по состоянию на 2025 год это самый могучий шторм, когда-либо измеренный на любой из всех известных человечеству планет.